# Renanthera isosepala
Renanthera isosepala är en orkidéart som beskrevs av Richard Eric Holttum. Renanthera isosepala ingår i släktet Renanthera och familjen orkidéer. Inga underarter finns listade i Catalogue of Life.